# 메드보리아르플라첸역
메드보리아르플라첸(스웨덴어: Medborgarplatsen) 역은 스톡홀름 쇠데르말름 지구에 있는 스톡홀름 지하철 그뢰나 선의 역이다. 1933년 슬루센-링베옌 간 지하 노면 전차를 위한 쇠데르 터널이 개업하면서 쇠드라 반토리에트(Södra Bantorget) 역으로 개업하였다. 예트가탄 아래를 개착식 공법으로 시공하였다. 1944년 현재의 이름으로 개명되었다.
1950년 도시 철도 기준으로 개축되었고, 개축 자체는 10월 1일 완공되었고 도시 철도 영업은 11월 1일에 시작하였다. 과거 노면 전차에 사용하였던 전차선 지지봉을 승강장에서 볼 수 있다. 지하 6-18m(해발 17m)에 승강장이 위치해 있고, 폴쿵가가탄 및 비에른 정원으로 출입구가 있다. 두 번째 출입구는 1995년 11월 29일 개통되었다.
1930년 당시에 사용하였던 노란 타일로 벽이 디자인되어 있다. 군나르 쇠데르스트룀(Gunnar Söderström)이 역 기둥의 색상을 디자인하였다. 남부 역사의 벽 및 바닥 모자이크는 1997년 마리 포루프(Mari Pårup)가 디자인하였다.

## 참조
1. ↑  “Konsten på stationen”. SL. 2010년 4월 9일. 2014년 2월 23일에 원본 문서에서 보존된 문서. 2010년 7월 5일에 확인함.

## 인접한 역
| 그뢰나 선                   | 그뢰나 선       | 그뢰나 선                                               |
| --------------------------- | --------------- | ------------------------------------------------------- |
| 슬루센 헤셀뷔 스트란드 방면 | T17 · T18 · T19 | 스칸스툴 스카르프넥 · 파르스타 스트란드 · 학세트라 방면 |